# 栃木県道58号草久足尾線
栃木県道58号草久足尾線（とちぎけんどう58ごう くさぎゅうあしおせん）は、栃木県鹿沼市から日光市に至る県道（主要地方道）である。

## 概要
鹿沼市西大芦地区（旧西大芦村）から古峰ヶ原高原エリアを経由して鹿沼市・日光市境の粕尾峠に至る道路。東側区間は古峰ヶ原への観光ルートとして、また西側区間は前日光高原への観光ルートとして機能している。中央部の古峰ヶ原付近は車両通行不可であったが、2008年（平成20年）11月25日に古峰ヶ原湿原入り口 - 前日光牧場分岐区間約3.5 kmの道路整備が完了し全線供用された。なお、今回開通区間を含む鹿沼市古峰原から日光市足尾町横根間5.5 kmは12月下旬から4月下旬まで冬期閉鎖となる。

### 路線データ
- 総延長：20.748 km
- 実延長：19.962 km
- 起点：栃木県鹿沼市草久（栃木県道14号鹿沼日光線交点）
- 終点：栃木県日光市足尾町（粕尾峠、栃木県道15号鹿沼足尾線交点）
- 認定：1974年（昭和49年）2月5日

## 歴史
- 1961年（昭和36年）4月1日 - 足尾古峯原鹿沼線、草久日光線が認定。
- 1974年（昭和49年）2月5日 - 路線変更により、上記2路線の一部が草久足尾線として再認定。
- 1993年（平成5年）5月11日 - 建設省から、県道草久足尾線が草久足尾線として主要地方道に指定される[1]。
- 2008年（平成20年）11月25日 - 古峰ヶ原湿原入り口 - 前日光牧場分岐区間約3.5 kmの整備が完了し全線供用[要出典]

## 路線状況

### 別名
- 古峰ヶ原街道
麓の鹿沼市街地から古峰ヶ原に至る道路の通称。古峰ヶ原街道の草久 - 古峰ヶ原間が本県道に指定される。

## 地理
起点・草久が標高が低く、終点・粕尾峠がもっとも標高が高い。全体的にみて標高差が700m程あり、山裾の谷間沿いに尾根まで登ってゆき、終点側は1,000m級の前日光山地の尾根沿いの道路になる。
複数の登山コースが設定されており、天狗の庭・三枚石コース及び地蔵岳・夕日岳コースは、古峯神社から県道58号線を進んで29番カーブから登山道に入り、沢に沿って登った後に再び県道58号線の39番カーブ（古峰ヶ原峠）に出るコースになっている。さらに県道58号線を進むと地蔵岳・夕日岳コースの夕日岳方面の登山道入口（40番カーブ）がある。

### 通過する自治体
- 鹿沼市
- 日光市

### 交差する道路
- 栃木県道14号鹿沼日光線（鹿沼市草久、起点）
- 栃木県道15号鹿沼足尾線（粕尾峠、終点）

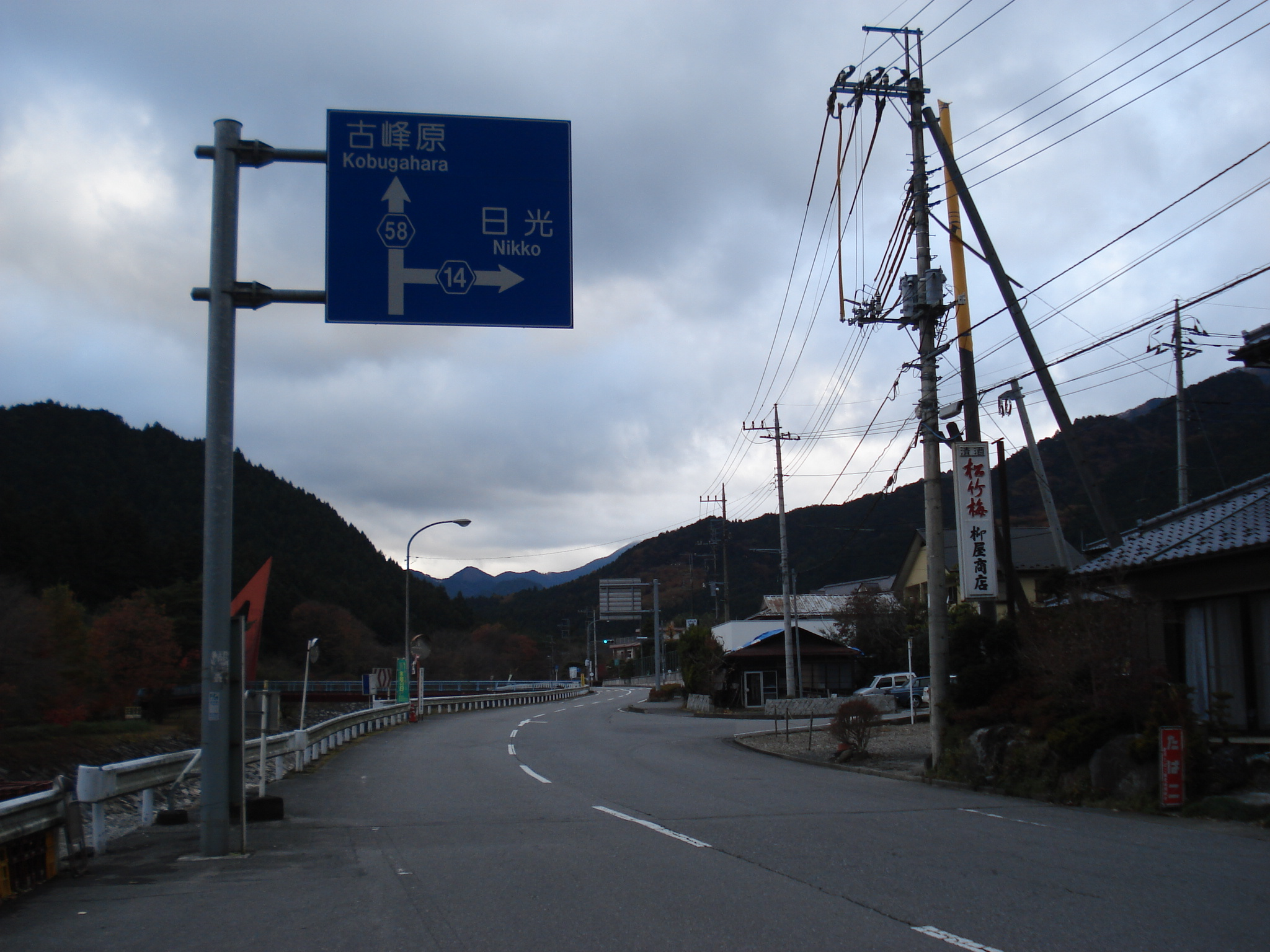
鹿沼市草久（起点）付近
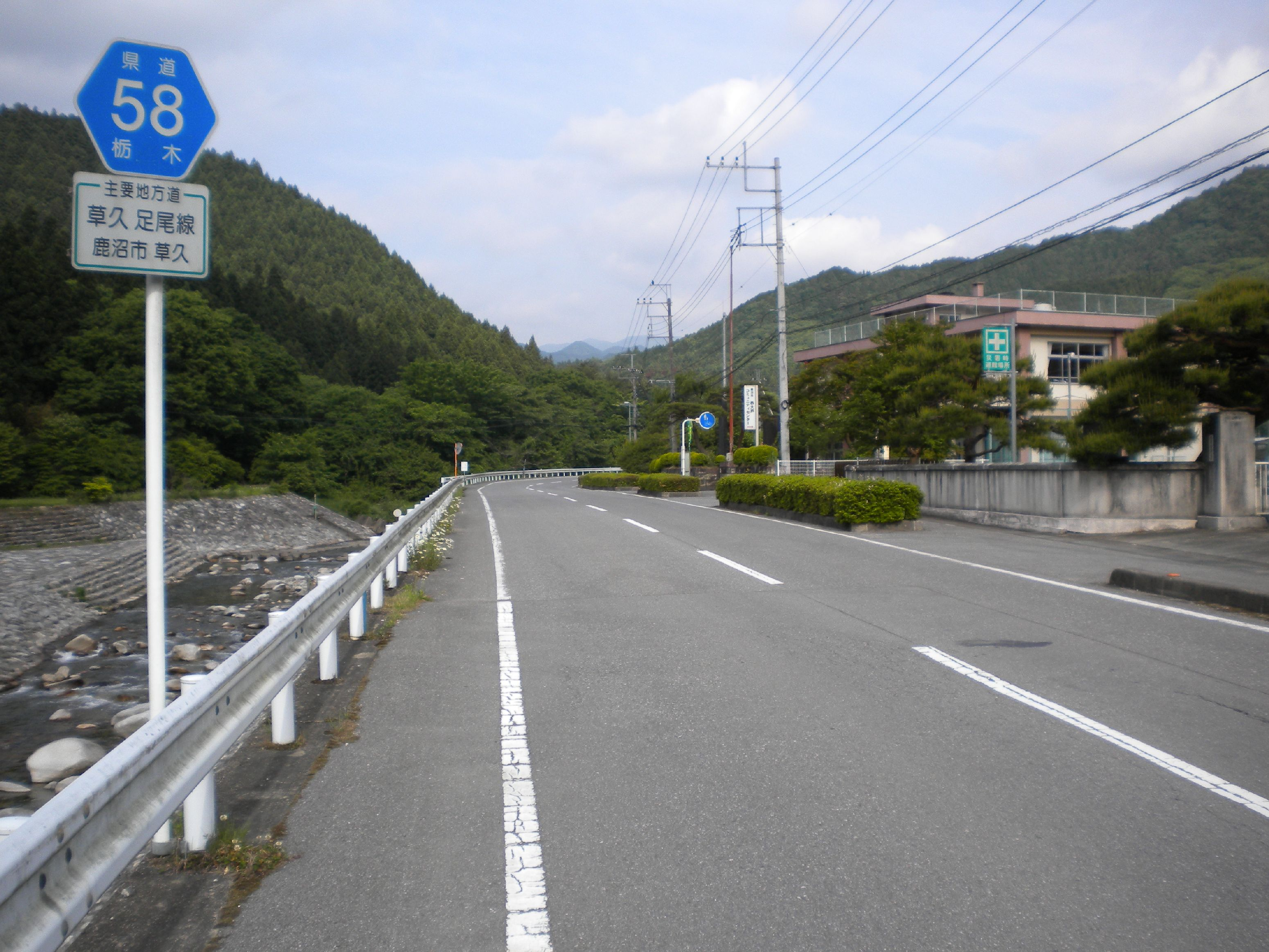
鹿沼市草久付近
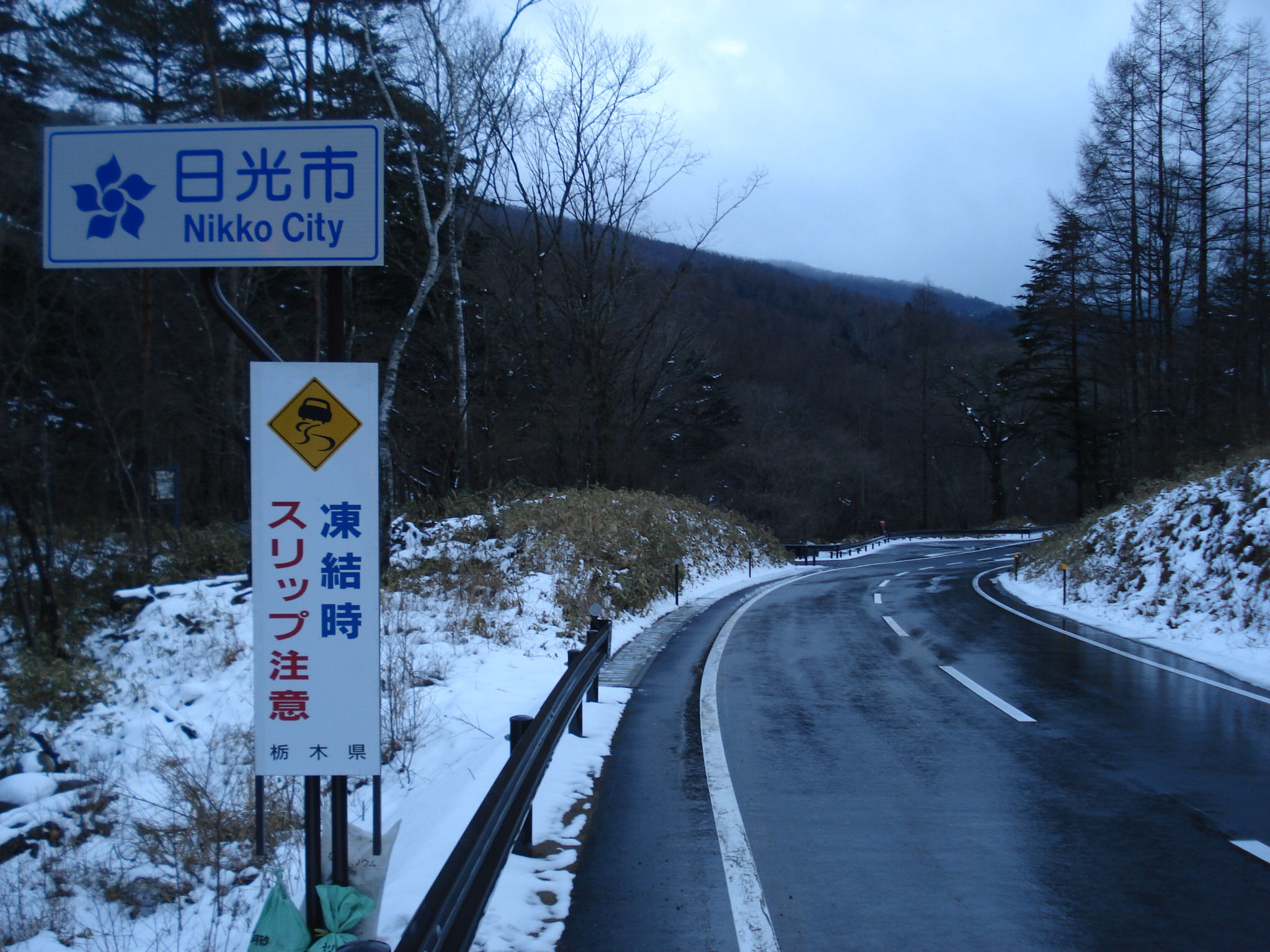
鹿沼・日光市境付近
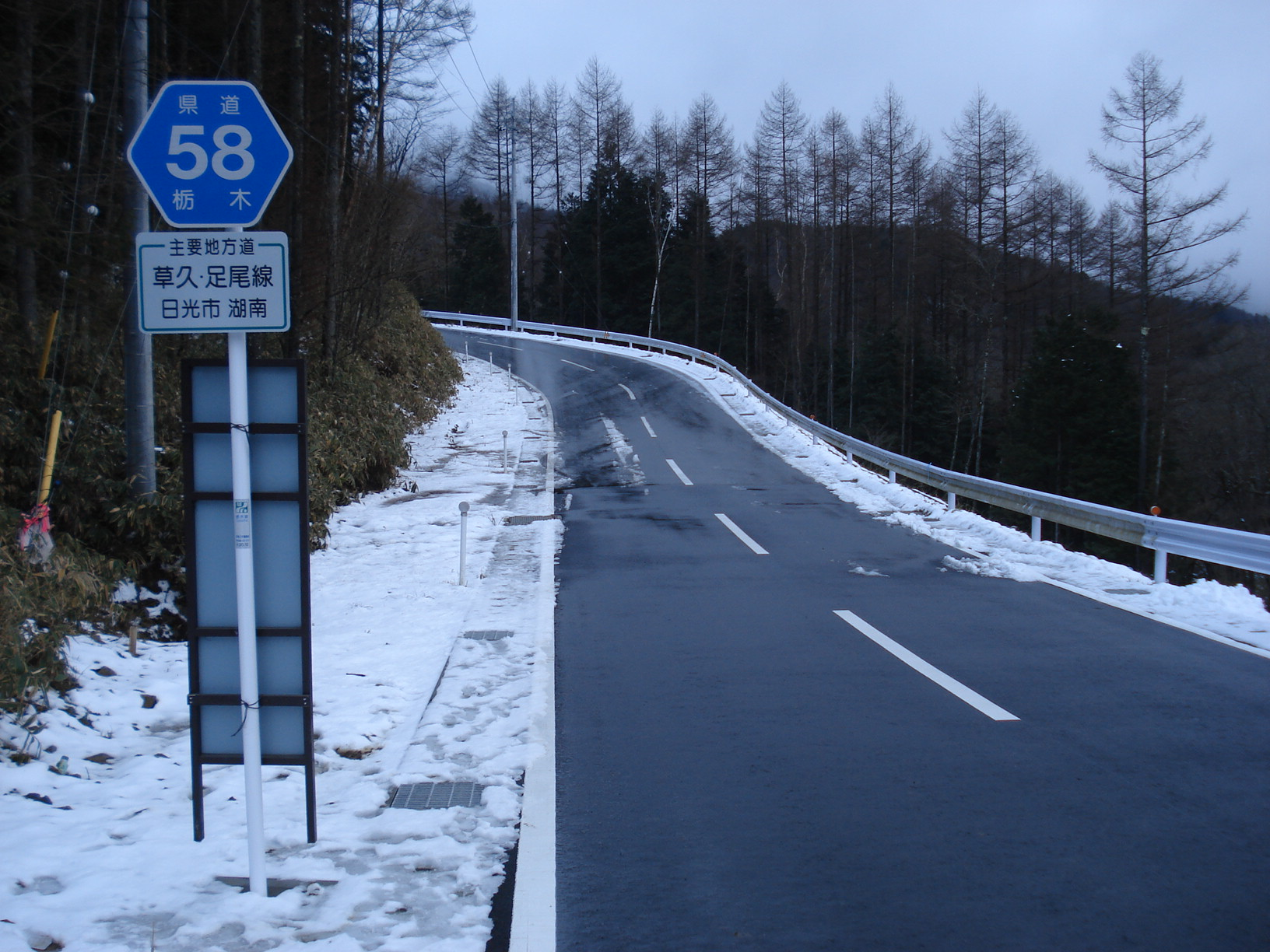
日光市湖南付近
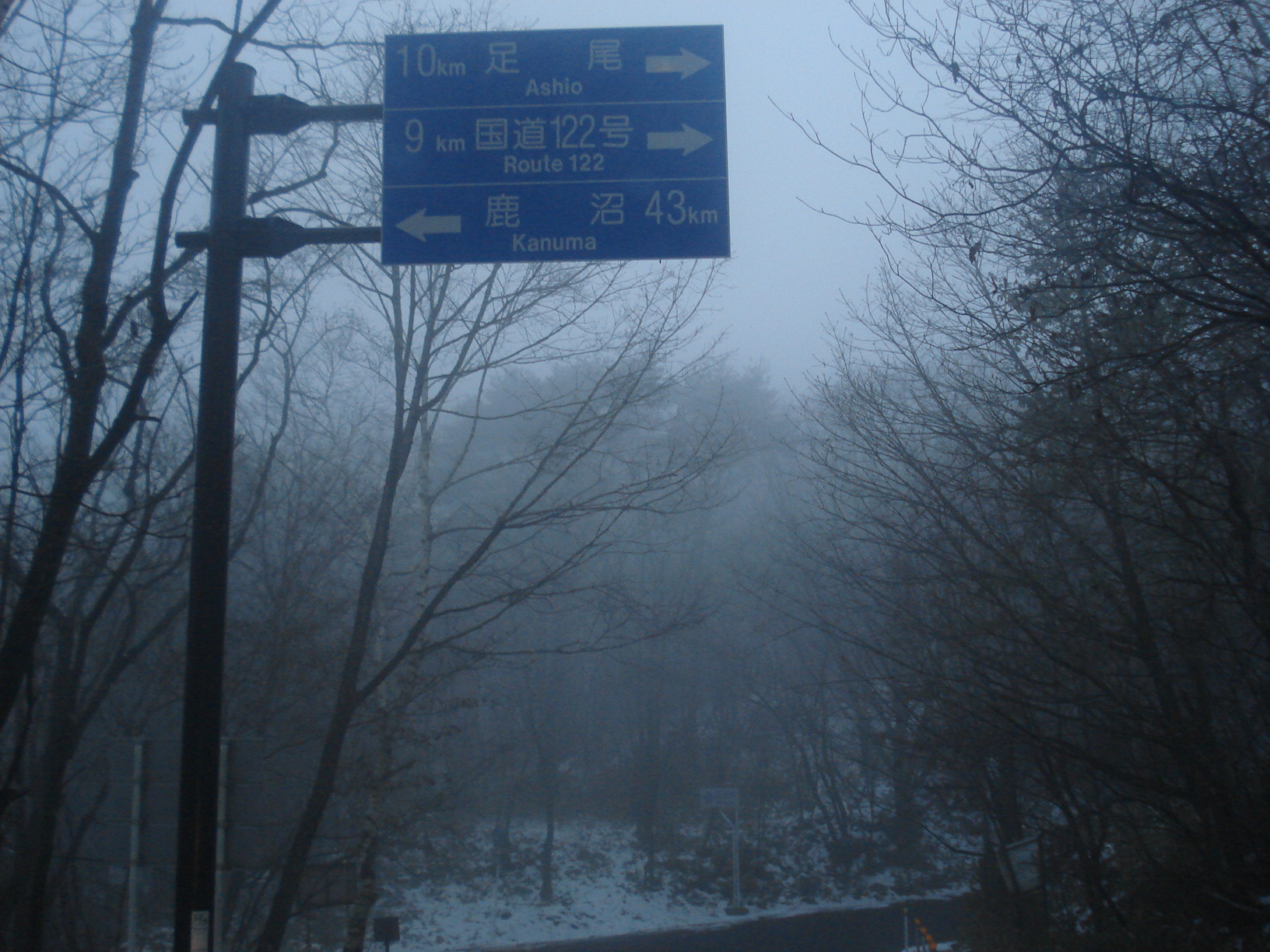
日光市足尾（終点：粕尾峠）付近